# 192P/Shoemaker-Levy
Pour les articles homonymes, voir Comète Shoemaker-Levy.
La comète Shoemaker-Levy 1, officiellement 192P/Shoemaker-Levy, est une comète périodique du Système solaire, découverte le 18 septembre 1990 par David H. Levy, Carolyn S. Shoemaker et Eugene M. Shoemaker à l'observatoire Palomar en Californie.